# Assedio di Groznyj (1994-1995)
L'assedio di Groznyj fu l'attacco militare su vasta scala che l'esercito della Federazione Russa mise in atto fra la fine di dicembre del 1994 e gli inizi di marzo 1995 nell'ambito della Prima guerra cecena, con l'obiettivo di conquistare rapidamente la città ed ottenere quindi una decisiva vittoria strategica, al fine di riportare la secessionista Repubblica cecena di Ichkeria sotto il controllo della federazione. L'esito della battaglia fu la conquista della città dopo aspri combattimenti e la distruzione quasi completa della capitale cecena.
Contrariamente a quanto preventivato, l'assalto iniziale portato dalle truppe federali si risolse in un disastro e impantanò le forze di Mosca in una logorante battaglia casa per casa durante la quale la popolazione civile soffrì enormi perdite. Ad oggi l'assedio di Groznyj è considerato come il più distruttivo dalla seconda guerra mondiale. L'occupazione di Groznyj ebbe breve durata, giacché nell'agosto del 1996 le milizie indipendentiste avrebbero ripreso il controllo della città, ponendo fine alla guerra.

## L'assalto di Capodanno
Alle 5 di mattina del giorno di capodanno l'aeronautica russa scatenò un bombardamento sull'area industriale di Groznyj. L'attacco faceva seguito allo scadere di un ultimatum, presentato dal governo di Mosca fin dal 28 novembre precedente, e al dispiegamento di un corpo d'armata a ridosso delle frontiere cecene, operativo fin dal 10 dicembre. Combattimenti di notevole entità si erano già avuti in tutta la seconda parte del 1994, quando il governo federale aveva appoggiato l'opposizione interna al governo separatista in un fallito colpo di Stato. Il bombardamento si concentrò sul centro petrolchimico cittadino, con l'obiettivo di intimorire la popolazione ed il governo di Džochar Dudaev e spingerlo a smobilitare le sue milizie. Al seguito delle bombe vennero lanciati sui quartieri abitativi volantini nei quali si intimava ai miliziani di arrendersi. Poche ore dopo l'azione il Ministro della Difesa russo, generale Pavel Gračëv affermò:

### Le forze russe in campo
Il piano iniziale per l'esecuzione delle operazioni era quello di far convergere nel centro cittadino tre colonne corazzate: il "Gruppo Nord", il "Gruppo Ovest" e il "Gruppo Est". A pochi giorni dall'attacco, nel dispositivo venne inserito un nuovo contingente, denominato "Nord Est". L'ordine di battaglia risultò così definito:
- Gruppo Nord (Север)- comandato dal generale Konstantin Pulykovskij avrebbe dovuto iniziare le operazioni dalle colline poste a nord di Groznyj. L'obiettivo sarebbe stato il controllo dell'aeroporto militare e la convergenza sul Palazzo presidenziale (ex sede del PCUS locale). Il percorso si snodava lungo i sobborghi industriali cittadini.
- Gruppo Nord-Est (Северо-Восток) - comandato dal Generale Lev Rochlin avrebbe dovuto assestarsi nel quartiere ospedaliero passando dalla via principale, la cosiddetta autostrada Petropavlovskoe. Si trattava di un gruppo motorizzato composto da due reggimenti e una brigata, studiato per penetrare velocemente nel centro cittadino.
- Gruppo Est (Восток) - comandato dal maggior generale Nikolaj Stas'kov avrebbe dovuto dare appoggio al gruppo Nord Est ed acquisire il controllo dell'aeroporto civile.
- Gruppo Ovest (Запад) - comandato dal Generale Ivan Babičev avrebbe dovuto acquisire il controllo della stazione ferroviaria e del vicino Lenin Park.

Tutte le unità erano composte da volontari, ma buona parte di questi erano coscritti e non preparati a sostenere un combattimento urbano.

## Considerazioni tattiche

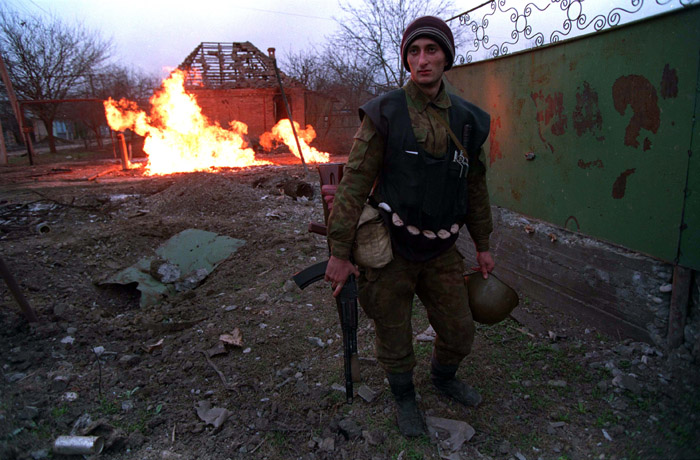
Un miliziano ceceno nel gennaio 1995.

Le milizie cecene avevano il vantaggio di essere fortemente motivate, dovendo essenzialmente difendere le loro case. Oltre a questo, il loro traguardo tattico non era tanto la distruzione delle forze avversarie, ma la conduzione di una guerra asimmetrica volta a danneggiare quanto più possibile le forze nemiche, puntando sul peso politico che una guerra costosa e prolungata avrebbe fatto gravare sulla dirigenza russa. I combattenti ceceni conoscevano molto bene il terreno di battaglia, ed avendo servito in buona parte sotto l'Armata Rossa conoscevano perfettamente sia la lingua sia l'ordine di battaglia dei loro avversari, i quali invece non parlavano il ceceno, non conoscevano il terreno e non sapevano con certezza come fosse organizzato il nemico che avevano di fronte. Ad alimentare la confusione in un contesto urbano si aggiungeva la dotazione dei due schieramenti, sostanzialmente identica e proveniente in entrambi i casi dai depositi dell'esercito sovietico.
Da un punto di vista operativo le milizie cecene erano strutturate in maniera tale da potersi disimpegnare sistematicamente da scontri campali o di grossa entità. Il reparto di base era costituito da un gruppo di combattimento di 15 o venti uomini, suddiviso a sua volta in quattro o cinque gruppi di fuoco. Un gruppo di fuoco era costituito da un pugno di elementi armati di armi leggere a supporto di un'unità di artiglieria anticarro armata di RPG. Lo scopo di questi reparti era quello di appostarsi ai vari livelli dei quartieri residenziali e colpire con fuoco incrociato la testa e la coda dei convogli corazzati, per poi decimare le unità di fanteria d'appoggio.
Ad ostacolare l'efficacia di questi gruppi concorrevano sia la scarsa disciplina delle reclute più giovani, componenti almeno il 70% dei reparti, sia il loro differente livello di attaccamento alla gerarchia, in buona parte strutturata sulla fedeltà al singolo caporeparto, destinato in molti casi a diventare più un signore della guerra che un vero e proprio graduato militare. Questo stato di cose rendeva molto difficile per il Comando ceceno organizzare strategie di largo respiro, nonché un adeguato sistema di rifornimento. I reparti più disciplinati, posti direttamente agli ordini del comandante in capo Aslan Maschadov rimasero a difesa del perimetro più interno della città, equipaggiati con i migliori armamenti, fra i quali figuravano alcuni T-62 e T-72 di epoca sovietica.
Ad ogni modo l'azione svolta dai reparti leggeri ceceni prese di sorpresa i russi, decimando le colonne corazzate in avanzata. I reparti attaccanti tentarono in un primo momento di difendersi utilizzando le armi antiaeree, dal momento che l'alzo dei loro mezzi blindati non consentiva di colpire i gruppi di fuoco posti sui piani più alti degli edifici, mentre l'armamento leggero dei carri armati non poteva sostenere il peso di attacchi simultanei da più direzioni. Successivamente ai primi fiaschi, l'Alto Comando federale si convinse che la conquista della città avrebbe richiesto una battaglia casa per casa, e l'utilizzo della fanteria e dei blindati variò considerevolmente, piegandosi all'esigenza di una sistematica avanzata casa per casa, basata sullo stesso sistema delle imboscate messo in atto dai ceceni. I carri vennero dotati di reti protettive poste intorno ai punti più esposti per contrastare gli RPG ceceni, secondo uno schema già testato nella Battaglia di Berlino del 1945.

### Avanzata Russa
Le colonne corazzate che mossero su Groznyj il 31 dicembre erano state mobilitate frettolosamente, assemblando reparti provenienti da diverse armi, e composte in buona parte da coscritti che si erano messi a disposizione volontariamente. L'armamento della fanteria di appoggio era antiquato per gli standard dell'esercito federale, e volto principalmente a dare una dimostrazione di forza di fronte alla quale le milizie cecene avrebbero dovuto spontaneamente abbandonare il campo. Le unità corazzate erano addestrate per combattimenti in campo aperto, mentre l'unica brigata predisposta al combattimento urbano era stata sciolta poco prima dell'inizio del conflitto. Sebbene gli attaccanti godessero della totale supremazia aerea, il giorno dell'attacco il cattivo tempo impedì un efficace supporto da parte dei cacciabombardieri, e soltanto gli elicotteri Mi-24 riuscirono a fornire adeguata copertura. Nelle prime fasi dell'avanzata si segnalò anche un erroneo attacco aereo portato dai Mig sul gruppo "Est", che causò la perdita di cinque veicoli blindati. L'avanzata dei reparti di Mosca venne fin dall'inizio ostacolata dai profughi, in gran parte russi, che tentavano di lasciare la città e porsi sotto la tutela dell'Esercito Federale. Nei giorni precedenti l'Aeronautica Militare aveva bombardato i villaggi vicini alla capitale, molti dei quali erano per lo più abitati da russi o comunque erano pronti a passare armi e bagagli dalla parte di El'cin. In assenza di un efficace appoggio aereo, il peso della copertura dell'avanzata gravò quasi interamente sull'artiglieria, composta da centinaia di pezzi piazzati nelle colline a ridosso della città, composta sia da pezzi tradizionali, sia da una eterogenea gamma di lanciamissili.
Le quattro colonne corazzate erano state pensate per convergere sul Palazzo Presidenziale, nel centro della città. La coordinazione era un elemento essenziale del piano. Tuttavia già in fase di disposizione delle unità la compattezza del dispositivo mostrò alcune carenze: la 19ª Divisione Motorizzata, unità cardine del gruppo "Ovest", si dispose in ordine di battaglia in forte ritardo, determinando un primo problema logistico per lo schieramento russo. Del gruppo "Nord", soltanto un reggimento su tre riuscì effettivamente a penetrare la difesa offerta dalla fanteria leggera cecena, mentre gli altri due non raggiunsero risultati apprezzabili. Le altre due colonne mantennero una certa compattezza, e raggiunsero inizialmente i loro obiettivi secondari. La forza di sfondamento principale si ridusse quindi a poche unità: la 131ª Brigata Motorizzata e l'81º Reggimento Motorizzato, posto sul suo fianco sinistro. La prima si dirigeva speditamente verso la Stazione, il secondo l'appoggiava scendendo lungo Pervomaiskaya Ulitsa, uno degli assi viari portanti della capitale cecena.

### Pervomaiskaya Ulitsa
Uno dei due gruppi di assalto dell'81º Reggimento si diresse verso Pervomajskaja Ulica, allungandosi lungo la strada per oltre un miglio. Il gruppo acquisì un po' di ritardo nei confronti della Brigata che avrebbe dovuto supportare a causa di cariche esplosive poste a ridosso del ponte sul fiume Neftjanka. Lungo questa direttrice l'unità subì la sua prima perdita, allorché un T-72 posto in testa in posizione di avanscoperta venne colpito assieme ad altri veicoli leggeri proprio all'imbocco di Pervomajskaja Ulica. Un altro carro venne attaccato da un gruppo di fuoco ceceno barricato nella scuola all'inizio della strada. Posto sotto un intenso fuoco di armi leggere ed RPG, il reparto di avanguardia iniziò a retrocedere, andando a bloccare l'avanzata dei reparti posti dietro di questo e generando una notevole confusione. Mentre i russi tentavano di riordinare le file, un camion imbottito di esplosivo detonò in testa alla colonna, paralizzandola. Nonostante i ritardi, tuttavia, il gruppo raggiunse per le 14:00 l'incrocio con Majakovskaja Ulica, nelle vicinanze dello stadio cittadino, dove si congiunse come da programma con la 131ª Brigata Motorizzata. A causa della forte resistenza offerta dagli insorti i due reparti finirono per mischiarsi, paralizzando l'incrocio per circa trenta minuti. L'obiettivo fissato per il primo giorno di avanzata era tuttavia raggiunto, e i comandanti delle due unità iniziarono a disporre le truppe in posizione difensiva, in attesa di un prevedibile contrattacco ceceno. A quel punto giunse l'ordine dal Generale Pulilkovskij (comandante del gruppo "Nord" e responsabile delle truppe avanzanti) di proseguire la penetrazione verso il centro cittadino, che ormai appariva quasi in vista. La manovra era rischiosa, perché costringeva lo schieramento russo ad un repentino ridispiegamento da difensivo a offensivo, lungo un asse viario insufficiente ad accogliere rapidamente simili manovre, oltre che pesantemente intasato dall'affluire costante di unità di seconda e terza linea. Inoltre non esistevano piani operativi per un'ulteriore avanzata, avendo i russi raggiunto l'obiettivo fissato per quel giorno. Ne conseguì un'avanzata caotica, alla quale parteciparono convulsamente elementi separati di diverse unità, sparpagliate fra loro e lontane dai centri operativi.

### L'avanzata verso il Palazzo Presidenziale
In queste confuse condizioni le forze avanzanti procedettero verso il Palazzo Presidenziale, raccogliendo man mano che avanzavano elementi di altri reparti disseminati lungo un arco che partiva dalla Stazione Centrale, attraversava il Lenin Park e terminava nella zona dello Stadio. Il fuoco di risposta da parte dei ribelli divenne ben presto formidabile, e numerosi mezzi blindati e corazzati vennero messi fuori uso. Di fronte all'accanita resistenza nemica, e in considerazione del fatto che iniziava a fare buio, i russi iniziarono a retrocedere sulle posizioni di partenza, ricostituendo un fronte difensivo dietro al quale passare la notte. Tuttavia alcuni reparti proseguirono l'avanzata verso il centro cittadino: quando i primi veicoli entrarono nella piazza centrale, questi vennero sottoposti ad un fortissimo fuoco di armi leggere e missili RPG, provenienti da tutte le direzioni. Contemporaneamente gli ultimi veicoli in coda alla colonna vennero messi fuori uso, chiudendo in trappola le avanguardie di due battaglioni russi. I mezzi a disposizione degli assaliti (principalmente carri da battaglia) non erano in grado di colpire bersagli posti ai piani alti degli edifici o nei basamenti, e divennero bersagli facili. Gli attaccanti furono decimati, e solo l'intervento del colonnello Stankevič, salvò la colonna dalla completa distruzione. Il Colonnello inquadrò le unità di fanteria leggera che si trovava sotto il fuoco ceceno e la guidò indietro lungo la strada dalla quale era venuta, aprendosi un varco fino alle linee russe. Da parte loro i ceceni, avendo distrutto quasi tutti i veicoli corazzati dell'81º Reggimento, saccheggiarono le dotazioni rimaste abbandonate e si diressero verso la Stazione Centrale.

### La Stazione Centrale

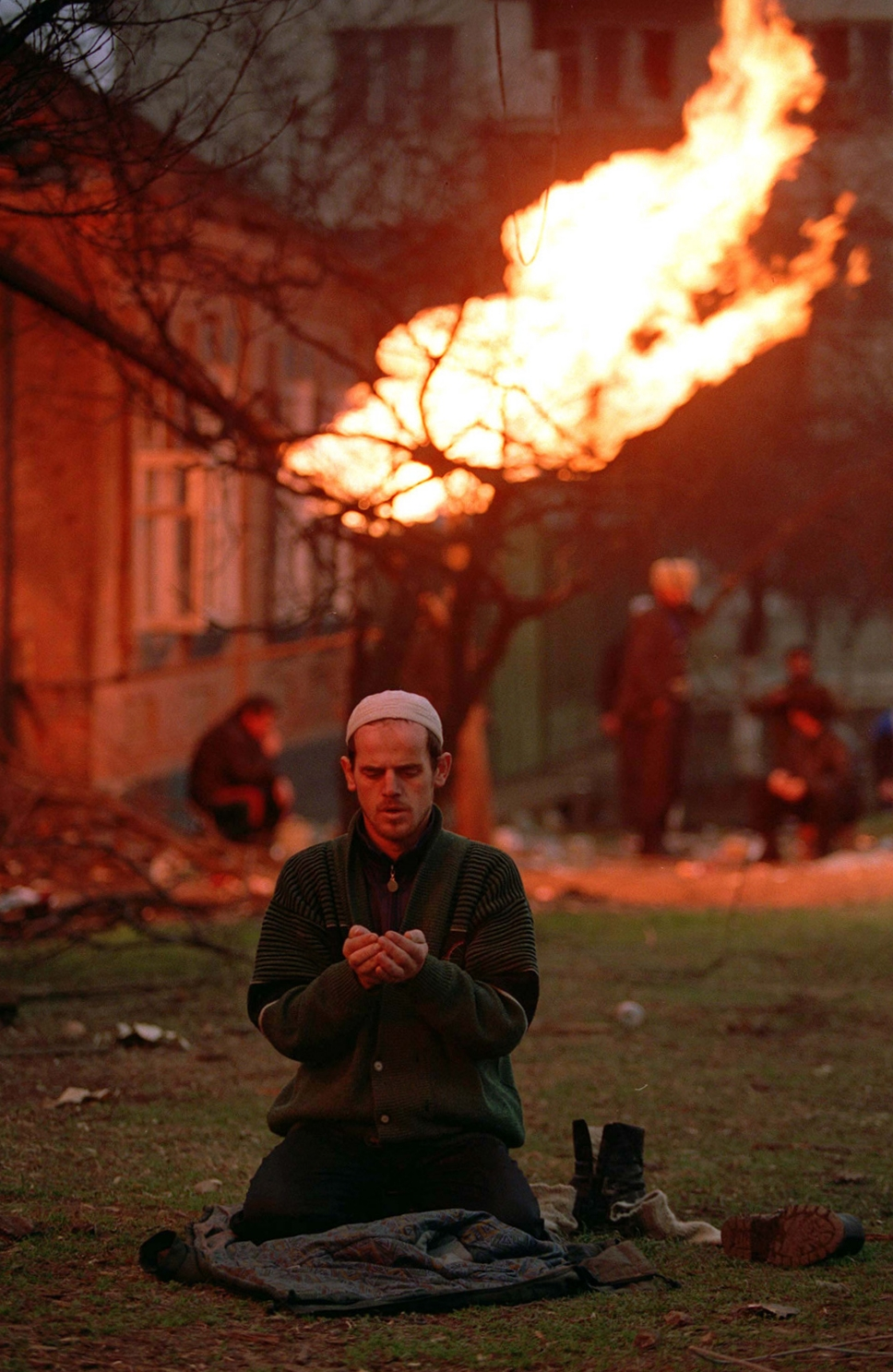
Miliziano ceceno prega fra le rovine della città.

Mentre gran parte dell'81º Reggimento veniva decimato nel centro della città, la 131ª Brigata Motorizzata occupava la stazione ferroviaria, dove attendeva ulteriori ordini. Nel tardo pomeriggio gli insorti che avevano combattuto al Palazzo Presidenziale giunsero a dare man forte ai reparti trincerati nel quartiere ferroviario (nei depositi, nella stazione di posta, e nei cinque grossi fabbricati che circondavano la struttura principale) ingaggiando un intenso fuoco di armi leggere ed RPG. Le unità russe, colte di sorpresa, si trincerarono dentro l'edificio principale della stazione, da dove l'ufficiale comandante, il colonnello Ivan Savin, chiese più volte l'appoggio dell'artiglieria, senza tuttavia ottenere risposta. Molte richieste di aiuto dalla 131ª Brigata vennero evase, mentre due battaglioni accorsi in soccorso vennero fermati lungo il percorso dal fuoco dei miliziani ceceni e non riuscirono a raggiungere la stazione. In tarda serata furono tentate alcune operazioni di soccorso, senza tuttavia risolvere il grave stallo che si era venuto a generare. In alcuni casi, complice la scarsa visibilità e il fatto che sia i russi che i ceceni indossassero le medesime divise, si verificarono scontri fra reparti del medesimo schieramento, in alcuni casi della durata di intere ore.
Durante la notte il colonnello Savin decise di evacuare i feriti più gravi, stipandone 40 nell'unico APC ancora operativo. Il mezzo tuttavia si mosse nella direzione opposta, dirigendosi verso il centro cittadino e finendo nell'ennesima imboscata dei ceceni. Soltanto 13 uomini sopravvissero, per essere catturati come prigionieri di guerra. Nei due giorni successivi la brigata assediata venne distrutta. Il colonnello Savin morì nel tentativo di uscire dall'accerchiamento, permettendo tuttavia a un centinaio di uomini di guadagnare le linee russe. In tutto la 131ª Brigata lamentò 189 morti e 75 prigionieri, più centinaia di feriti. La sua forza combattiva venne ridotta a zero, con 20 carri distrutti su 26 e 102 mezzi blindati persi su 120. Mentre dentro la città le truppe russe tentavano di riorganizzarsi, reparti leggeri dell'esercito ceceno attaccavano la unità di riserva fuori città, mettendo fuori combattimento un battaglione d'artiglieria.

### Riepilogo
L'esito del primo attacco alla capitale cecena fu un completo disastro. A tre giorni dall'inizio delle operazioni le truppe federali avevano perduto 105 mezzi corazzati sui 120 inviati in città, ed erano andati perduti centinaia di mezzi blindati. Erano fuori combattimento un'intera brigata, più della metà dell'81º Reggimento e svariate unità minori. Nei giorni seguenti molti reparti isolati si arresero ai ceceni ""dopo aver vagato per giorni senza cibo, abbandonati a sé stessi e senza ordini." Un tenente colonnello russo, di ritorno dalla prigionia, disse: "Il solo ordine era di andare avanti, senza nessuna spiegazione sul come questo dovesse essere fatto, dove avrebbero dovuto andare e cosa avrebbero dovuto conquistare". I prigionieri di guerra russi si trovarono ad affrontare una situazione alla quale non erano preparati: molti di essi erano giovani coscritti convinti di essere impegnati in un'operazione di polizia ed alcuni di questi non conoscevano neanche i motivi per i quali stavano combattendo. Quando alcuni di essi vennero mostrati in TV, le madri di questi giunsero a Grozny per negoziare il loro rilascio. Tali contrattazioni ebbero luogo nel centro cittadino di Groznyj senza l'assistenza di funzionari governativi e sotto i bombardamenti dell'artiglieria federale. In certi casi il rilascio avvenne effettivamente, sotto la solenne promessa da parte dei liberati di non combattere mai più i ceceni.

### Combattimenti successivi
Nei primi giorni di gennaio, le forze cecene tentarono senza successo di contrattaccare le truppe federali poste a difesa degli obiettivi conquistati, mentre nuovi reggimenti corazzati iniziavano a chiudere l'assedio occupando le posizioni a sud di Groznyj. Il presidente della Repubblica cecena di Ichkeria, Džochar Dudaev, ritirò il suo quartier generale fuori dalla città, mentre le milizie poste a sud della capitale lo seguivano nel sud montagnoso della Cecenia, sotto il costante bombardamento dell'aviazione di Mosca. I due schieramenti rafforzarono le posizioni, in attesa della ripresa delle operazioni.
Di fronte all'impossibilità di raggiungere una veloce vittoria, l'Alto Comando russo decise di procedere con una capillare avanzata casa per casa, ricorrendo ad un intensivo uso dell'artiglieria sia per fiaccare la resistenza cecena, sia per demolire gli alti palazzi residenziali di epoca sovietica dai quali i ribelli bersagliavano i veicoli corazzati, impossibilitati a rispondere al fuoco. Vennero utilizzati proiettili al fosforo bianco ed esplosivi in grado di carbonizzare i piani alti degli edifici. Vennero fatte affluire forze speciali, in special modo cecchini, in grado di neutralizzare i tiratori ceceni appostati fra le rovine. Sarebbero tuttavia servite altre due settimane di violenti scontri per permettere ai russi di conquistare il Palazzo presidenziale, perno simbolico e strategico della difesa nemica.

#### La presa del Palazzo presidenziale

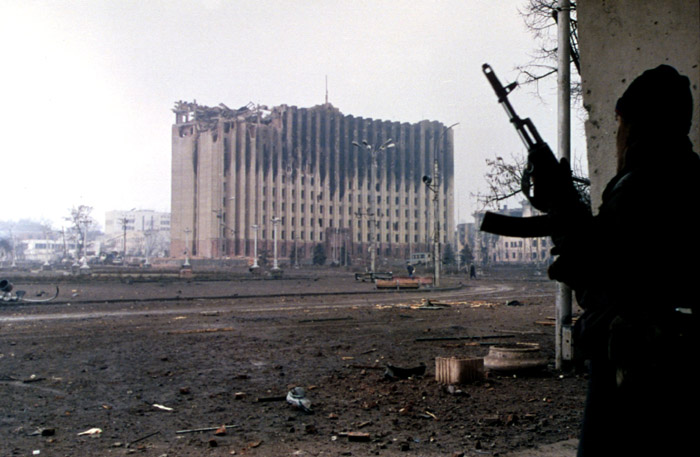
Un miliziano ceceno nei pressi del Palazzo Presidenziale di Groznyj, gennaio 1995

Il 7 gennaio, giorno del Natale Ortodosso, l'Esercito Federale concentrò i suoi assalti sul Palazzo presidenziale di Groznyj, una grossa e solida struttura dell'Era Sovietica, fino a pochi anni prima sede locale del PCUS, dotata di un solido rifugio sotterraneo. Esso era difeso da 350 veterani ceceni e da circa 150 miliziani di nuova leva. L'attacco fu preceduto da un bombardamento a tappeto portato con artiglieria da campagna e lanciarazzi Grad. Nonostante i piani centrali dell'edificio fossero in fiamme, la struttura resse il contraccolpo di numerose esplosioni, ed i difensori continuarono a tenere lontani i gruppi d'assalto federali. In quel giorno, il maggior generale Viktor Vorob'ëv fu ucciso da un colpo di mortaio, diventando il primo di una lunga serie di alti ufficiali uccisi in Cecenia nel corso del conflitto. Non riuscendo a venire a capo della resistenza nemica, l'alto comando Russo dichiarò un cessate il fuoco nella speranza che i difensori, demoralizzati, abbandonassero la struttura e si allontanassero dal centro cittadino. Due ore dopo, constatato che i ribelli rimanevano asserragliati nel palazzo, i combattimenti ripresero con un pesante bombardamento di artiglieria e mezzi corazzati, ma la guarnigione cecena non capitolò. Ancora il 15 gennaio le forze russe non riuscivano ad avvicinarsi a più di 200 metri dall'edificio. Tuttavia le risorse a disposizione dei difensori erano in via di esaurimento. Il 18 gennaio le truppe federali lanciarono l'ennesimo attacco d'artiglieria. Secondo stime cecene, i proiettili colpirono il palazzo al ritmo di un colpo al secondo. Venne fatto uso di proiettili perforanti per colpire il bunker situato a di sotto della struttura. Due di questi riuscirono a penetrare tutti e undici i piani: uno cadde a venti metri dal Quartier Generale del Generale Maschadov ma non esplose. Prima di mezzanotte, la guarnigione del Palazzo Presidenziale evacuò la struttura in tre gruppi, l'ultimo dei quali guidato da Maschadov in persona.

### Il fronte sud di Groznyj
Nei due giorni seguenti, il volume dei bombardamenti si alleggerì, data la necessità da parte russa di raccogliere i morti ed i feriti. Boris El'cin dichiarò che la "fase militare dell'operazione" era ormai conclusa. Il generale Rochlin, che aveva guidato l'attacco al Palazzo Presidenziale, venne decorato con la medaglia di Eroe della Federazione Russa, ma rifiutò l'onorificenza, affermando che non avrebbe visto nulla di glorioso nell'essere decorato "combattendo una guerra sul suolo della mia terra". L'avanzata per il controllo del fronte meridionale della città fu sostenuta da un impressionante utilizzo di artiglieria: vennero sparati all'incirca trentamila proiettili al giorno, decretando la totale distruzione dei quartieri a Sud del fiume, che divenne di fatto una linea del fronte. Le forze assediate continuarono a combattere a distanza utilizzando prevalentemente fucili di precisione e mortai. Nonostante queste fossero in stato di assedio, fino al 22 gennaio staffette cecene riuscirono a rifornire le unità al fronte attraverso un corridoio diretto con il Quartier Generale di Džochar Dudaev a Shali. Verso la fine di marzo, le forze federali riuscirono a passare il fiume, attaccando direttamente il Quartier Generale ceceno. A quel punto Maschadov decise di ritirare le forze rimaste sulla terza linea di difesa, sulla catena montagnosa a sud di Groznyj.

### Il corridoio meridionale ed i rastrellamenti
Il 25 gennaio 1995 Džochar Dudaev affermò che nessun prigioniero di guerra russo sarebbe stato rilasciato finché non fosse stato firmato un cessate il fuoco. L'8 febbraio venne annunciata una tregua, e la maggior parte delle forze cecene, inclusi gli armamenti pesanti, furono ritirati dalla città. Rimasero soltanto i veterani agli ordini di Šamil' Basaev, a coprire la ritirata. Il nuovo Quartier Generale venne approntato a Novogroznensk, la prima di una lunga serie di capitali "temporanee" per la Repubblica cecena di Ichkeria. Verso la fine di febbraio anche gli uomini di Besaev riuscirono ad uscire dall'assedio, lasciando la città in mano russa.

## Perdite

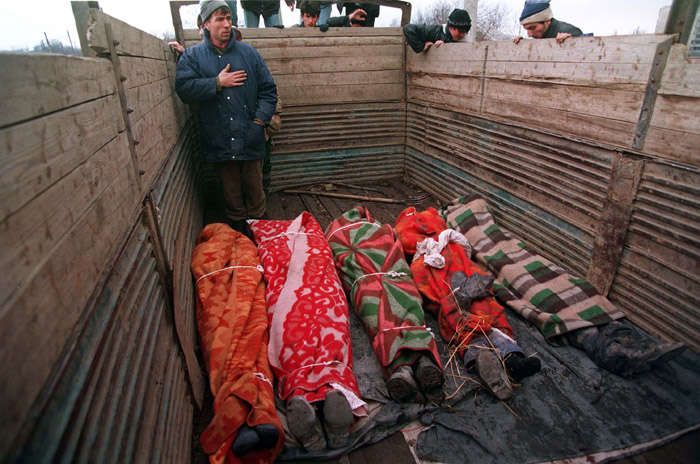
Cadaveri in un camion

Le perdite militari non sono conosciute, ma sono stimate in parecchie centinaia. Le perdite civili, prevalentemente di etnia russa, furono circa 27 000. Gli osservatori internazionali dell'Unione europea descrissero ciò che videro come una "inimmaginabile catastrofe" mentre il cancelliere tedesco Helmut Kohl parlò di "pura follia".